# BAW-Filter
BAW-Filter (engl. bulk acoustic wave) sind elektronische Filter mit Bandpass-Charakteristik. Sie kommen in der Hochfrequenztechnik beispielsweise bei Mobilfunk und WLAN zum Einsatz.
Die Funktionsweise ist mit der eines Oberflächenwellenfilters (SAW-Filter) vergleichbar, jedoch mit dem Unterschied, dass beim BAW-Filter die Ausbreitung der akustischen Wellen im Substrat (Bulk) erfolgt.
Aufgrund ihrer besseren elektrischen und physikalischen Eigenschaften ersetzen BAW-Filter immer mehr die bisher weit verbreiteten SAW-Filter.
Im Unterschied zu den SAW-Filtern haben BAW-Filter kleinere Baugrößen, eine kleinere Einfügedämpfung (< 0,5 dB), einen besseren Temperaturkoeffizienten (etwa 20 ppm/Kelvin) und sind gegenüber elektrostatischen Entladungen (ESD) unempfindlicher. 
Ein weiterer Vorteil sind die günstigeren Produktionskosten, da BAW-Filter auf Basis der CMOS-Technologie beruhen und somit keine Sondermaterialien für spezielle Substrate benötigt werden.
BAW-Filter erreichen einen Gütefaktor von über 1000 und sind für Frequenzen von etwa 1 GHz bis 20 GHz verfügbar.